# Naussac-Fontanes
Naussac-Fontanes è un comune francese del dipartimento della Lozère nella regione dell'Occitania.
È stato creato il 1º gennaio 2016 dalla fusione dei preesistenti comuni di Naussac e Fontanes.
Il capoluogo è la località di Naussac.